# バスク系メキシコ人
バスク系メキシコ人 (スペイン語: Vasco mexicanoまたは単にVasco) は、完全または部分的にバスク人の祖先を持つメキシコ人、もしくはメキシコに居住するバスク地方出身人物のことである。メキシコに住むヨーロッパ人の中でもっとも重要でもっとも数が多い集団のひとつであり、世界最大のバスク人のディアスポラのひとつである。

## 説明
バスク系メキシコ人はメキシコの隅々で見つけることができるが、特にチアパス州アリアーガ、ドゥランゴ州ドゥランゴ、タマウリパス州ヌエボ・ラレド、ソノーラ州アリスペ、ケレタロ州ベルナル、メキシコシティのナルバルテ地区などの都市や地域に多い。
バスク人の祖先を持つメキシコ人の人口は定かではない。20世紀初頭のスペインからの移民により、バスク人コミュニティはその規模を拡大させている。1930年代にスペイン内戦が起こると、スペイン・バスクから1万人以上が難民としてメキシコやラテンアメリカに政治的亡命を果たした。メキシコはフランコが死去するまでフランコ政府を容認しなかった国であり、フランコ政権に弾圧されたスペイン人の亡命先となった。ラサロ・カルデナス大統領はスペイン人を約1万人受け入れ、メキシコに渡っていたホセ・アントニオ・アギーレらバスク自治政府はメキシコでスペイン第二共和国の再建に尽力した。
バスク系メキシコ人の大半は、モンテレイ、サルティーリョ、カマルゴなどの都市や、ハリスコ州、コリマ州、ドゥランゴ州、ヌエボ・レオン州、タマウリパス州、コアウイラ州などの州に集中している。バスク人はメキシコの鉱業にとって重要な存在であり、バスク人の多くは牧場経営者やカウボーイなどに従事し、残りはメキシコシティ、グアダラハラ、プエブラなどの大都市で小規模商店主に従事している。
今日のバハ・カリフォルニア州や近隣のソノーラ州・コアウイラ州で、バスク語の姓であるアランブルサバラ(Aramburuzabala)はもっともよく知られた姓のひとつである。

## 著名人物

メキシコシティのバスク料理店

- フアン・デ・オニャーテ – 17世紀前半の探検家・植民地統治者。
- マリアーノ・アバソーロ – 19世紀前半の革命家。
- イグナシオ・エリソンド – 19世紀前半の軍人。メキシコ独立革命の先駆者。
- アグスティン1世 – 軍人。メキシコ独立革命指導者。メキシコ帝国初代皇帝（1822年-1823年）。
- ラモン・ムスキス – 政治家。1830年代にメキシコ領テキサスの統治者。
- パンチョ・ビリャ – メキシコ革命（1910年）時の革命家・将軍。
- マヌエル・ペラエス – 軍人。メキシコ革命時の将校。
- ルイス・エチェベリア – 政治家。第50代メキシコ大統領（1970年-1976年）。
- ビセンテ・フォックス – 政治家。第55代メキシコ大統領（2000年-2006年）。
- アルベルト・アンドレス・アルバラード・アランブロ – 政治家。
- アンヘル・セサル・メンドーサ・アランブロ – 政治家。
- フアナ・イネス・デ・ラ・クルス – 17世紀の学者・詩人・修道女。
- ホセ・アルベルト・アギラール・イニャリトゥ – 経済学者・政治家。
- カルロス・ゲレーロ・デ・リサルディ - 経済学者。
- カルロス・マリア・アバスカル・カランサ – 法学者・内務長官。
- セルヒオ・サルバドール・アギーレ・アンギアーノ – 法学者・判事。
- ギリェルモ・イベリオ・オルティス・マヤゴイティア – 法学者・最高裁判事。
- リカルド・ポサス・アルシニエガ – 人類学者・科学者・インディオ民族学者。
- ホセ・ホアキン・フェルナンデス・デ・リサルディ – 19世紀初頭の著作家・政治ジャーナリスト。
- セルソ・アギーレ・ベルナル – 著作家・歴史学者。
- リカルド・レゴレータ – 建築家。
- クレメンテ・アギーレ – 作曲家・音楽教師。
- アレハンドロ・ゴンサレス・イニャリトゥ – 映画監督。
- マリア・フェリックス - メキシコ映画黄金期の女優。
- ドロレス・デル・リオ[2] – ハリウッド黄金期の女優。
- ルイス・ガティカ – 俳優。バスク系チリ人の父を持つ。
- ドローレス・エレディア – 女優。
- カルメン・モンドラゴン – 美術モデル。
- ドローレス・エレディア – 女優。
- ユリディア・フランシスカ – 歌手。
- ハビエル・アギーレ[3] – サッカー選手・指導者。
- カルロス・エミリオ・オランティア – サッカー選手。
- イルダ・ガシオラ – 女子ビーチバレーボール選手。